# Ronan Browne
Pour les articles homonymes, voir Browne.
Ronan Browne, né en 1965 à Dublin, est un musicien et compositeur irlandais qui joue du uilleann pipes. Il est le petit-fils de Delia Murphy. Il est le uilleann piper et chanteur du groupe Cran. Il joue en duo avec Peter O'Loughlin. Il était le piper d'origine avec à la fois Riverdance et Afro Celt Sound System. Il a contribué à la musique des bandes originales de films de Circle of Friends, Rob Roy, Robin of Loxely, Le Secret de Roan Inish, Gangs of New York, l'album Streets of Goldet la série télé Bringing It All Back Home.

## Discographie

### Solo
- 1997 : Celtic Moods - Haunting Melodies of Ireland
- 2001 : The Wynd You Know - Traditional Pipes
- 2005 : Salute to the Brave - avec The Patriot Corps

### Cran
- 1995/2006 : The Crooked Stair (re-mastered)
- 1998 : Black, Black, Black (avec Shel Talmy)
- 2000 : Lover’s Ghost
- 2003 : Music from the Edge of the World
- 2011 : The Celtic Connection (compilation)

### Avec Peter O'Loughlin
- 1988 : The South West Wind
- 2002 : Touch me if you Dare
- 2007 : Sean Ryan

### Afro Celt Sound System
- 1996 : Afrocelt Sound System Vol I (Sound Magic)
- 1999 : Afro Celt Sound System Vol 2 (Release)

### Participations globales
1982
- Dysart Tola - Music from Dublin and Clare

1987
- Round the House et Mind the Dresser - Set Dancing

1988
- The South West Wind - avec Peter O'Loughlin

1989
- Five Guys Named Mo - groupe pop Canadien

1990
- At it Again - Manus Lunny et Andy M. Stewart

1991
- Bringing it all Back Home - Accompanying the television series
- The Final Fantasy IV Celtic Moon - Music for Japanese video game

1992
- Next Generation - The Irish Folk Festival duet with Kevin Glackin
- The Indigo Girls - American pop duo

1993
- Angel Candles - with Máire Breatnach
- Browne / Glackin / Tyrrell - one-off for European Tour (Not commercially released)

1994
- Heritage des Celtes - Dan Ar Braz / Dónal Lunny
- Taobh na Greine/Under the Sun - Seosaimhín Ní Bheaglaoich / Dónal Lunny
- Tír na nÓg - Anne Wylie
- Branohm / The Voyage of Bran - Máire Breatnach
- Winds of Freedom - John Beag Ó Flatharta
- Riverdance - Thème musical pour l'Eurovision 1994
- Drones and Chanters Vol. 2 - Solo piping compilation
- Brian Boru - Alan Stivell

1995
- Secret of Roan Inish - soundtrack to the film
- River of Sound - Accompanying the television series (Hummingbird)
- Riverdance - The Show

1996
- Circle of Friends - soundtrack to the film
- When I Was Young - Pádraigín Ní Uallacháin et Len Graham
- Everybreath - James McNally

1997
- ROKA - Mimori Yusa (Japanese pop star)
- A Room In The North - Tommy Hayes
- Celtic Moods - Melodies of Ireland on Pipes
- ZAN - TOMOKO (Japanese singer & Band)
- Emer Kenny (Irish contemporary artist)
- Seacht - avec Iarla Ó Lionáird (Real World)

1998
- Art of Magic - CD Rom game with members of Afro Celts
- 1er album de Celtic Tenors
- The Seer - groupe de pop allemand
- Claddagh’s Choice - Compilation

1999
- Transatlantic Sessions - with US Country artists
- A Real Irish Christmas - Compilation
- The Crossing - Tim O’Brien (en) Nashville artist

2000
- Melody of Legend I et II - Japanese game music hits performed solo
- 2nd Celtic Tenors CD
- Siol/Seed - various artists (Magherbaun Records)
- Come dance with Me in Ireland - Compilation
- Pure Bodhrán - compilation track with Tommy Hayes
- Alison Hood - Cellist

2001
- Journey - Best of Dónal Lunny (3 titres)
- Rua - Contemporary (Irish Vocal Duo)
- The Irish Tenors - Ellis Island  (Guest)
- The Wynd You Know - solo CD
- Yoko Ueno CD - Japanese (Singer / arranger)

2002
- Touch Me If You Dare - 2nd Duet album avec Peter O'Loughlin
- Celtic Tenors - So Strong: Pipes on The Green Fields Of France and Mull of Kintyre

2003
- Songs, Jigs & Reels - Browne, Glackin, Tyrrell (Not commercially released)

2004
- The Thing Itself - Peter O’Loughlin & Maeve Donnelly

2005
- Salute to the Brave - Ronan Browne & the Patriot Corps
- The Humours of Holland - Piping compilation
- Balance - BEUC Creative Commons Comp: Ronan track: Solas
- Celtic Tiger - Soundtrack to Flatley show

2006
- The Hop Down - Breda Keville Solo CD Engineered by Ronan
- Wooden Flute Obsession 3 - Flute Compilation
- Geantraí - CD & DVD: TV performance with Peter O’Loughlin

2007
- Má Bhionn Tú Liom - Róisín Elsafty. Guest playing flutes & whistles
- Far From the Hills of Donegal - with Oisin McAuley - Pipes on Ask My Father & Port na bPucaí (Compass)
- Experience Ireland - compilation CRAN, Tyrrell/Glackin/Browne, and Solo tracks
- Transatlantic Sessions 3, vol 1, 2 + DVD

2008
- Piper’s Choice Vol 1  Musique & Interviews
- Masters of Tradition compilation - 2 tracks, 1 solo & 1 avec Peadar O'Loughlin
- Irishman in America - Johnny Logan. (whistle sur le titre Sorry)

2009
- The Daisy Field — Claire Keville CD. Engineered & sleeve design by Ronan Browne
- Transatlantic Sessions 4, vol 1, 2, 3 + DVD

2010
- Agus rud eile de — avec Louis de Paor.  Poetry & “soundscapes”
- Ring Christmas Bells - Coláiste Éinde Choir CD (engineered and sleeve design by Ronan Browne)
- Side by Side - The Kane Sisters (engineered)
- Nature of Love - Johnny Logan. Pipes and whistle on tracks 6, 7 & 10 (Sony)

2011
- The Mermaid’s Purse  - 50 young Conamara kids (recorded by Ronan)
- And so the story goes... - Tyrrell Glackin & Browne trio CD